# Thomas Bamford
Thomas Bamford (Port Talbot, 2 settembre 1905 – Wrexham, 12 dicembre 1967) è stato un calciatore gallese, di ruolo attaccante.

## Carriera

### Club
Inizia la carriera nel Wrexham, società nella quale conta 204 presenze e 175 reti in campionato (201 gol in tutte le competizioni), realizzando il primato del maggior numero di reti segnate nella storia del club. Nell'ottobre del 1934 si trasferisce al Manchester United, esordendo il 20 ottobre dello stesso anno contro il Newcastle e decidendo l'incontro per 1-0. Nella stessa stagione segna reti importanti contro Hull City (3-2, doppietta) e Bristol Rovers (3-1, doppietta in FA Cup). L'annata 1935-1936 è la più prolifica per Bamford che la conclude contando 16 reti in 29 presenze: tra le altre, sigla doppiette contro Bradford City (3-1), Hull City (2-0), Nottingham Forest (5-0) e Burnley (2-2). Nella stagione 1936-1937 realizza 15 gol, tra cui una tripletta al Derby County (4-5), la rete che decide la sfida contro il Bolton (1-0), l'1-0 contro il Reading in FA Cup e una doppietta al Birmingham City (2-2). La stagione 1937-1938 è l'ultima di Bamford all'Old Trafford: gioca 27 incontri mettendo a segno 15 marcature. Spiccano la tripletta rifilata al Barnsley (4-1) e il poker realizzato al Chesterfield (7-1). Totalizza 109 presenze e 57 gol in tutte le competizioni prima di trasferirsi allo Swansea Town: con l'avvento della seconda guerra mondiale il calcio inglese s'interrompe e alla fine del conflitto, Bamford, ormai quarantenne, decide di ritirarsi.

### Nazionale
Debutta in nazionale il 25 ottobre 1930, siglando la rete gallese nell'1-1 contro la Scozia.

## Palmarès

### Club

#### Competizioni nazionali
- Coppa del Galles: 1

Wrexham: 1930-1931
- Second Division: 1

Manchester United: 1935-1936